# Roland Nilsson
Nils Lennart Roland Nilsson (* 27. listopadu 1963, Helsingborg) je bývalý švédský fotbalista, obránce. Se švédskou reprezentací získal bronz na mistrovství Evropy v roce 1992 a taktéž bronzovou medaili si přivezl z mistrovství světa v roce 1994. Zúčastnil se také mistrovství světa v roce 1990, mistrovství Evropy v roce 2000 a olympijských her v Soulu roku 1988. Za národní tým nastupoval v letech 1986–2000, odehrál 116 utkání a vstřelil jednu branku. Devět startů si připsal i v olympijském výběru a 13 ve švédské jednadvacítce. S IFK Göteborg vyhrál Pohár UEFA 1986/87. S Göteborgem získal tři tituly mistra Švédska (1983, 1984, 1987), působil v tomto klubu v letech 1983–1989. Jeden švédský titul si připsal i s Helsingborgs IF (1999), kde hrál v letech 1981–1982, 1994–1997 a 1999–2001. Působil též v Anglii, kde nastupoval za kluby Sheffield Wednesday (1989–1994) a Coventry City (1997–1999, 2001–2002). Závěr kariéry strávil ve švédském klubu GAIS (2004–2006). V roce 1996 byl vyhlášen švédským fotbalistou roku (anketa Guldbollen). Po skončení hráčské kariéry se stal trenérem, Malmö FF přivedl k zisku titulu v roce 2010, vedl rovněž švédskou reprezentaci do 21 let (2017–2020) a kluby Coventry City, GAIS, FC Kodaň a IFK Göteborg.